# Bart Tommelein

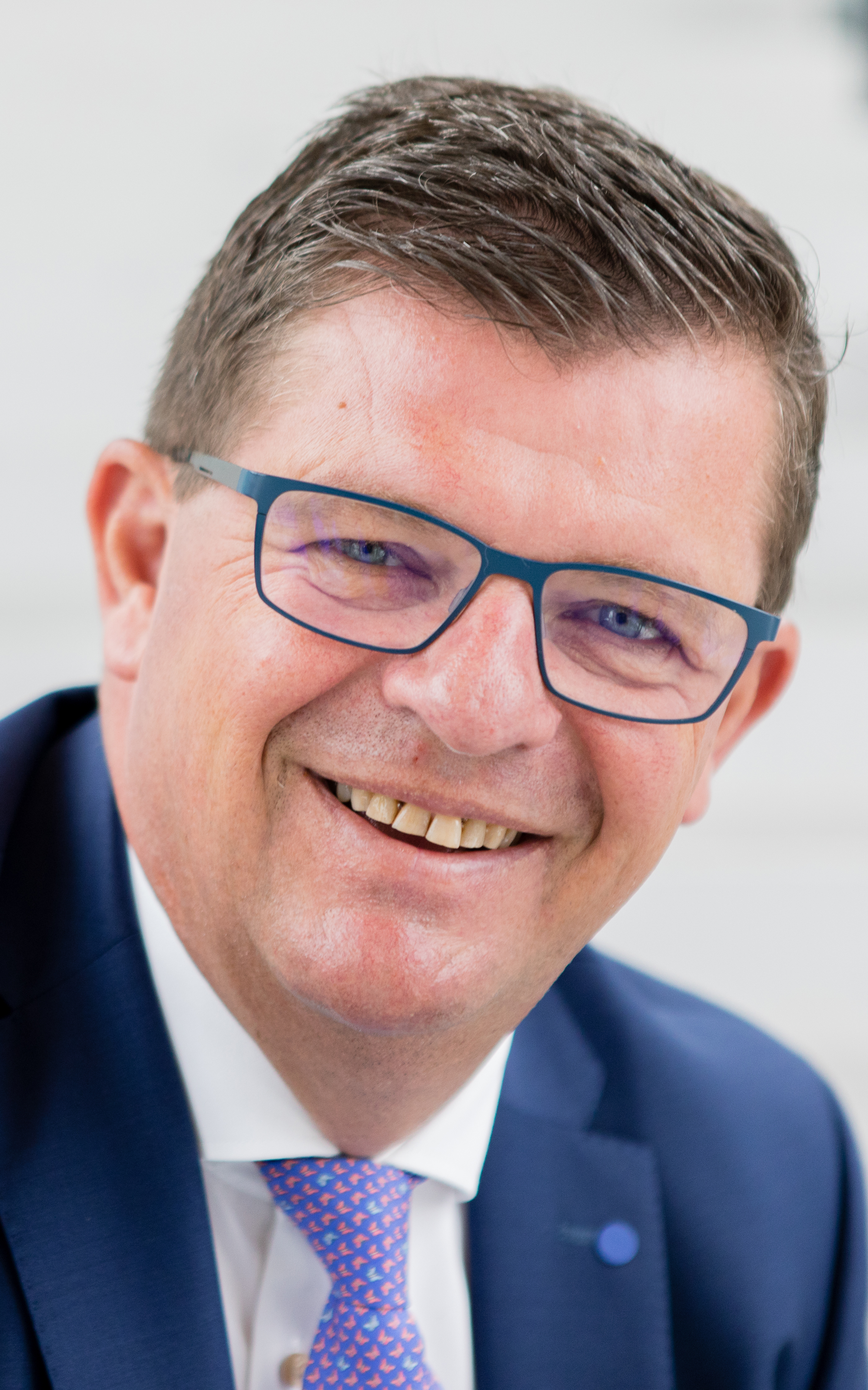
Bart Tommelein (2018)

Bart Joris Tommelein (* 4. Mai 1962 in Ostende) ist ein belgischer Politiker der Open Vlaamse Liberalen en Democraten (Open VLD). Er ist seit 2003 Parlamentarier und war föderaler Staatssekretär für Bekämpfung von Sozialbetrug, Datenschutz und die Nordsee in der Regierung Michel. Nach dem Rücktritt von Annemie Turtelboom (Open VLD) im April 2016 wurde er Vize-Ministerpräsident der Flämischen Regierung. Auf lokaler Ebene ist Tommelein Gemeinderatsmitglied in Ostende.

## Leben
Bart Tommelein studierte angepasste Kommunikation am Hoger Instituut voor Bedrijfsopleiding in Gent und stieg danach in den Bank- und Versicherungsekter ein (Anhyp, heute Axa).
Seine ersten politischen Erfahrungen machte er in der flämisch-nationalen Volksunie (VU). Er leitete die Jugendvereinigung der Partei (Volksuniejongeren, Vujo) und wurde 1989 für die VU in den Gemeinderat von Ostende gewählt. Im Jahr 1992, als er eine Führungsposition bei der Anhyp übernahm, zog sich Tommelein jedoch vorerst aus der Politik zurück.
Seine Rückkehr machte er im Jahr 1999, als er sich der VLD anschloss und als Berater und später Pressesprecher des damaligen flämischen Ministerpräsidenten Patrick Dewael (Open VLD) wurde. Auch in die aktive Politik stieg er wieder ein, zunächst als Gemeinderatsmitglied in Ostende und ab 2003 als föderaler Kammerabgeordneter. Dort übernahm er mitunter den Vorsitz des Untersuchungsausschusses, der sich mit der eventuellen Missachtung der Gewaltenteilung im Rahmen der „Fortis-Affäre“ befasste. Im Jahr 2009 wurde Bart Tommelein ins Flämische Parlament gewählt und wurde gleichzeitig Gemeinschaftssenator. In Ostende konnte er nach den Gemeindewahlen von 2012 das Mandat des Ersten Schöffen erringen.
Nach den Föderal- und Regionalwahlen vom 25. Mai 2014, bei denen er wieder ins Flämische Parlament gewählt wurde, erhielt Tommelein in der Föderalregierung unter Premierminister Charles Michel (MR) als Staatssekretär die Ressorts Bekämpfung von Sozialbetrug, Datenschutz und Nordsee. 
Als Ende April 2016 die flämische Vize-Ministerpräsidentin, Annemie Turtelboom (Open VLD), ihren Rücktritt bekannt gab, wechselte Tommelein als ihr Nachfolger in die Regionalregierung unter Ministerpräsident Geert Bourgeois (N-VA). Für Tommelein rückte Philippe De Backer (Open VLD), bis dahin Mitglied des Europäischen Parlaments, in die Föderalregierung nach.

## Übersicht der politischen Ämter
- 1989 – 1990, 2001 – heute: Mitglied des Gemeinderats in Ostende
- 2003 – 2009: Mitglied der föderalen Abgeordnetenkammer
- 2009 – 2013: Senator
- 2009 – heute: Mitglied des Flämischen Parlamentes (teilweise verhindert)
- 2013 – 2014: Erster Schöffe in Ostende
- 2014 – 2016: Föderaler Staatssekretär für Bekämpfung von Sozialbetrug, Datenschutz und die Nordsee in der Regierung Michel
- 2016 – heute: Vize-Ministerpräsident der Flämischen Regierung und Minister für Finanzen, Haushalt und Energie